# Marinizam
Marinizam, napirlitani pjesnički stil koji se sastoji u gomilanju suvišnih riječi i fraza.
Naziv je dobio prema imenu Giambattista Marina, talijanskog pjesnika koji je afirmirao novi ukus poezije ne samo u Italiji nego i u drugim Europskim zemljama. Lirika baroka duguje mu raskoš jezika i pjesničkih slika, raznovrsno stilsko pretjerivanje te senzualni doživljaj ljubavi i prirode.
Marino je pisao mnogo, njegovo životno djelo je mitološki ep Adonis (Adone), koji je s 45 000 stihova najdulji ep talijanske i općenito jedan od najdužih epova europske književnosti. 